# Geneviève Guilbault
Geneviève Guilbault (nascida em 4 de novembro de 1982) é uma política canadense, eleita para a Assembleia Nacional de Quebec em uma eleição realizada no distrito eleitoral Louis-Hébert em 2 de outubro de 2017. Ela é membro da Coalizão Avenir Québec. Em 18 de outubro de 2018, ela foi nomeada Vice-Primeira e Ministra da Segurança Pública.
Antes de sua eleição para a legislatura, ela trabalhou como oficial de comunicações para o escritório do legista provincial. Ela havia planejado anteriormente concorrer ao CAQ no distrito eleitoral de Charlesbourg nas eleições provinciais de 2018, mas foi selecionada como candidata por eleição em Louis-Hébert depois que o candidato original do partido, Normand Sauvageau, renunciou.